# 2022年6—7月澳門2019冠狀病毒病聚集性疫情相關交通安排
2022年6－7月澳門嚴重特殊傳染性肺炎聚集性疫情相關交通安排，介紹在2022年澳門2019冠狀病毒病聚集性疫情期間公共交通及跨境交通安排調整、加強防疫措施及暫停營運安排。

## 概述
2021年6月，交通事務局已經禁止澳門健康碼為黃碼及紅碼的人士乘坐巴士、的士及輕軌。2022年6月19日，兩巴在各主要站點抽檢乘客健康碼，以及加強清潔車廂。
2022年6月20日0時起，所有乘搭巴士、的士或輕軌之乘客必須向車長、車務人員或的士司機出示健康碼綠碼，以及妥善佩戴口罩，方可上車，否則車長、車務人員或的士司機有權拒絕乘客使用相關公交服務。
2022年7月9日，行政法務司司長張永春宣佈因應澳門實施“相對靜止管理”措施，未來一周暫停所有非維生必需工商業活動期間，仍有一些社會機構，包括水、電、電訊、街市、超市、藥房等均需維持運作，而相關的工作人員也有出行上班的需要，因此，7月11日至18日期間，一般巴士服務雖然暫停，但將設專線服務，以滿足相關人員的通勤需求。
2022年7月20日，交通事務局局長林衍新於防疫記者會上表示，因澳門本輪疫情進入“鞏固期”，31條特別巴士路線將於7月23日午夜起停止運作。在原本86條普通巴士路線中，預計逾83條巴士線路能恢復正常運作。乘搭巴士需要綠碼，當巴士承載率達到六成，司機有權“飛站”。倘發現巴士滿載，巴士公司會準備特班車，以滿足出行需求。由於仍在“鞏固期”，呼籲居民盡量留在家中，詳細措施將會公佈。如務必出行，須嚴格按照特區防疫措施及做好個人防護，佩戴KN95或以上標準的口罩，乘搭巴士及輕軌須出示健康碼綠碼，的士服務維持營運。乘坐巴士毋須出示“特許工作證”，巴士車廂滿載率仍須限制在六成內，且巴士需打開車窗保持空氣流通。巴士公司會加派人員於繁忙路線及客流多的站點，協助乘客上車和檢查健康碼等，當巴士超過六成滿載，便不再上客，並會調度特班車及就近配置後備巴士作出支援，以滿足市民乘搭需求。

## 公共巴士

### 站點停用
- 2022年6月19日凌晨1時至晚上9時，因應南灣大馬路德豐大廈和一食店分別實施封控和管控措施，「巴掌圍」站暫停使用。[7][8]
- 2022年6月19日上午9時30分至晚上11時50分，因應賈伯樂提督街柏威大廈第二座實施封控措施，「東南小學」站暫停使用。[9]
- 2022年6月24日凌晨1時至6月29日，因應翡翠廣場實施封控措施，「中心街」站暫停使用。[10]
- 2022年6月25日上午10時30分至尾班車，因應亞利鴉架街仁安大廈實施封控措施，“聖方濟各老人院”、“亞利鴉架街”、“歸僑總會”、“沙嘉都喇街”站暫停使用。[11]
- 2022年6月27日凌晨1時至7月3日，因應祐漢牡丹樓實施封控措施，“祐漢第二街”站暫停使用。[12]
- 2022年6月28日下午5時30分至7月4日，因應裕華大廈實施封控措施，“勞動節街／裕華”站暫停使用。[13]
- 2022年7月1至2日，因應流動核酸採樣車的停泊點作調整，凱泉灣總站暫停運作，6B路線總站改設於 “媽閣總站”，受影響乘客可於“河邊新街／凱泉灣”站上車，而71S路線則暫停營運。[14]
- 2022年7月4日起，因應流動核酸採樣車停泊點安排，凱泉灣總站繼續暫停運作，上述措施繼續實行。[15][16]
- 2022年7月9日上午9時15分至7月10日尾班車，因應越秀花園實施封控措施，“雅廉訪／俾利喇”站暫停使用。[17]
- 2022年7月23日至7月28日，因應祐漢吉祥樓實施封控措施，“祐漢第一街”站暫停使用。[18]

#### 詳細資料
| 疫情防控工作期間停用巴士站和具體措施 | 疫情防控工作期間停用巴士站和具體措施 | 疫情防控工作期間停用巴士站和具體措施 | 疫情防控工作期間停用巴士站和具體措施                  | 疫情防控工作期間停用巴士站和具體措施                                                        | 疫情防控工作期間停用巴士站和具體措施 |
| 實施時間                             | 營運商                               | 路線                                 | 停用站點                                              | 具體措施                                                                                    |                                      |
| ------------------------------------ | ------------------------------------ | ------------------------------------ | ----------------------------------------------------- | ------------------------------------------------------------------------------------------- | ------------------------------------ |
| 6月19日 首班車至21:00                | 新福利                               | 9、9A、16、16S 牧場街                | “巴掌圍”                                              | 可於“燒灰爐”上落                                                                            |                                      |
| 6月19日 首班車至21:00                | 澳巴                                 | 23、28B 青洲                         |                                                       |                                                                                             |                                      |
| 6月19日 首班車至21:00                | 新福利                               | 32 筷子基                            |                                                       |                                                                                             |                                      |
| 6月19日 01:00至尾班車                | 澳巴                                 | N2 筷子基北灣                        |                                                       |                                                                                             |                                      |
| 6月19日 09:30-23:50                  | 新福利                               | 17 白鴿巢                            | “東南小學”                                            | 可於“高園街臨時站”上落                                                                      |                                      |
| 6月24日01:00 至6月30日               | 澳巴                                 | 2、6A、12、19 永寧廣場               | “中心街”                                              | 可於“長壽大馬路／勝意樓”上落 或“永寧廣場總站”落車                                           |                                      |
| 6月24日01:00 至6月30日               | 新福利                               | 17S 新口岸／科英布拉街               | “中心街”                                              | 臨時停靠“祐漢街市”                                                                          |                                      |
| 6月24日01:00 至6月30日               | 澳巴                                 | 27 望廈                              | “中心街”                                              | 臨時停靠“祐漢街市”                                                                          |                                      |
| 6月24日01:00 至6月30日               | 新福利                               | 28C 騎士馬路                         | “中心街”                                              | 臨時停靠“祐漢街市”                                                                          |                                      |
| 6月24日01:00 至6月30日               | 新福利                               | 51A 蝴蝶谷大馬路                     | “中心街”                                              | 臨時停靠“祐漢街市”                                                                          |                                      |
| 6月24日01:00 至6月30日               | 新福利                               | AP1 澳門機場                         | “中心街”                                              | 臨時停靠“祐漢街市”                                                                          |                                      |
| 6月24日01:00 至6月30日               | 澳巴                                 | 30 青洲坊                            | “中心街”                                              | 可於“永華街” 或“馬場東大馬路”上落                                                           |                                      |
| 6月25日 10:30至尾班車                | 澳巴                                 | 7 城市日前地                         | “聖方濟各老人院” “亞利鴉架街” “歸僑總會” “沙嘉都喇街” | 可於“望賢樓” 或“塔石體育館”上落                                                             |                                      |
| 6月25日 10:30至尾班車                | 澳巴                                 | 8 回力                               | “亞利鴉架街” “歸僑總會” “沙嘉都喇街”                  | 可於“提督馬路／雅廉訪” 或“塔石體育館”上落                                                   |                                      |
| 6月27日01:00 至7月3日                | 澳巴                                 | 22 祐漢                              | “祐漢第二街”                                          | 上客站：往祐漢新村第六街方向 距離原站約50米的臨時站 落客站：“馬場海邊馬路”                  |                                      |
| 6月28日17:30 至7月4日                | 澳巴                                 | 7 城市日前地                         | “勞動節街／裕華”                                      | 可於“永華街”上落                                                                            |                                      |
| 6月28日17:30 至7月4日                | 澳巴                                 | 27 望廈                              | “勞動節街／裕華”                                      | 可於“東方明珠總站”上落                                                                      |                                      |
| 7月1日-                              | 澳巴                                 | 6B 山頂醫院                          | “凱泉灣總站”                                          | 總站改於“媽閣總站” 臨時停靠“河邊新街／凱泉灣”                                               |                                      |
| 7月1日-                              | 澳巴                                 | 71S 澳門大學                         | “凱泉灣總站”                                          | 暫停營運至9月13日 9月14日起總站臨時改為 「河邊新街／豐順新邨」 臨時停靠「河邊新街／貨倉巷」 |                                      |
| 7月9日09:15 至 7月10日尾班車         | 新福利                               | 16、16S 牧場街                       | “雅廉訪／俾利喇”                                      | 可於“荷蘭花園”上落                                                                          |                                      |
| 7月23日 至 7月28日                   | 澳巴                                 | 10 媽閣                              | “祐漢第一街”                                          | “永定街”                                                                                    |                                      |
| 7月23日 至 7月28日                   | 澳巴                                 | 27 青洲                              | “祐漢第一街”                                          | “永定街”                                                                                    |                                      |

### 班次調整
因應疫情防控，巴士客況需求有所下降，交通事務局經綜合評估及與兩巴協調後，由2022年6月25日起減少不同時段的巴士班次，按各路線分別約4%至50%不等，整體下降約20%，但會優先保障往返醫院的巴士路線班次運力。局方會密切留意公眾出行需要，動態調整巴士服務，期望公眾諒解有關安排，並懇請全澳市民響應特區政府的呼籲，應留在家中，停止非必要活動，減少社會流動，降低感染病毒的風險。
7月20日疫情記者會上，交通事務局局長林衍新作出補充，指鞏固期期間巴士公司將巴士班次增加至9,000班次，認為足夠滿足不超過60%乘載率的要求。在上下班高峰期，在個別站點，當局將密切協調巴士公司增設特班車，滿足特殊需要的市民。
7月23日，71路線恢復營運，同時調整為每天上午及下午尖峰時段服務；另外，部份路線會於非繁忙時段下調班次量。
8月2日至8月17日，71路線維持上述調整在上下午尖峰時段服務的措施。
| 澳巴 | 71 | 澳門大學 | ↺ | 亞馬喇前地 | 06:30-10:00 16:00-20:00 |

### 載客量限至六成
2022年7月7日，交通事務局宣佈根據數據指近期公共巴士乘車人次下降至此疫情前的30%以下，而每日班次維持在70%左右，為避免疫情於公共交通工具上傳播，以及進一步保障巴士乘客及車長，交通事務局經協調兩巴，要求所有公共巴士每車廂滿載率限制於60%以內，當車廂客量超過60%，巴士車長便不會再上客及飛站，但司機會盡快通報公司加開特班車去上述站點，祈請市民理解及配合。交通事務局亦指示巴士公司需持續密切監察各巴士路線及站點的客流狀況，加強調度，針對繁忙路線及客流多的站點，適時加派特班車及後備巴士疏導候車乘客，避免車廂出現擁擠及聚集情況，冀市民遵守秩序及保持適當距離。交通事務局並要求巴士公司持續加強員工的個人防護，及持續加強車廂消毒，進一步保障乘客及車長安全。
2022年7月8日，新福利和澳巴指，對於交通事務局宣佈因應疫情限制巴士載客量於6成以內，兩間巴士公司將根據客流增派特班車疏導。澳巴表示，已於繁忙路線加派特班車，派員到主要站點宣傳及疏導，並密切留意客流情況，根據客況增派特班車及後備巴士疏導候車乘客，適時調度。新福利亦安排人員巡查各站點及協助疏導，在早晚高峰時段安排特班車疏導，並會準備後備車輛，在一些路段的客流可能超過6成載客率時，隨即增加特班車疏導。
2022年7月23日，澳門疫情進入“防控鞏固期”，交通事務局規定巴士最多載客六成及需打開車窗之安排。
2022年8月2日，澳門疫情進入“防控穩定期”，巴士最多載客六成及需打開車窗之安排繼續維持。
2022年8月3日下午6時起，取消“巴士載客量限載六成”和上車前須向司機出示澳門健康碼的規定。

### 暫停營運
- 2022年7月1日起，為配合流動核酸檢測車停泊，凱泉灣總站暫停使用，71S路線暫停營運，其後因實施「全澳相對靜止管理」措施，該線繼續停駛。[14][16]

#### “相對靜止”期間暫停營運
- 2022年7月11日至7月17日，除30條公共巴士路線改為特別專線巴士路線，其餘60條日間巴士路線（包括特班車）暫停營運。[30][31]
- 2022年7月18日至7月22日，因應“相對靜止措施”宣佈再度延長，60條日間巴士路線（包括特班車）維持停駛。[32][33]

| 「全澳相對靜止管理」期間停駛之路線 （2022年7月11日至7月22日） | 「全澳相對靜止管理」期間停駛之路線 （2022年7月11日至7月22日） | 「全澳相對靜止管理」期間停駛之路線 （2022年7月11日至7月22日）         |
| 營運商                                                        | 路線性質                                                      | 路線                                                                  |
| ------------------------------------------------------------- | ------------------------------------------------------------- | --------------------------------------------------------------------- |
| 澳巴                                                          | 澳門半島                                                      | 2、3、3AX、3X、8A、10A、10B、10X、12、18A、18B、23、27、28B、29、101X |
| 澳巴                                                          | 澳門半島↔氹仔／路氹                                           | 22、28A、30、30X、50B、71、71S、73S、MT1、MT2、MT3、MT5               |
| 澳巴                                                          | 澳門半島↔路環                                                 | 50、52、55                                                            |
| 澳巴                                                          | 離島                                                          | 35、36                                                                |
| 新福利                                                        | 澳門半島                                                      | 1A、4、5、5AX、5X、9、9A、16、16S、17、17S、32                        |
| 新福利                                                        | 澳門半島↔氹仔／路氹                                           | 25B、34、39、AP1X                                                     |
| 新福利                                                        | 澳門半島↔路環                                                 | 25AX、26、26A、51、51A、51X                                           |
| 新福利                                                        | 離島                                                          | 15、25BS、37、72                                                      |
| 兩巴聯營                                                      | 兩巴聯營                                                      | 701X                                                                  |

#### “鞏固期”期間暫停營運
- 2022年7月20日，交通事務局局長林衍新於防疫記者會上表示，盡快恢復正常巴士運作，預計逾83條巴士線路能恢復正常運作，詳細措施將會在整理後再作公佈。[4]
- 2022年7月23日起，為配合「防控鞏固期」，2條日間常規路線和3條特班車路線暫停營運。[21][22][23][24]

| 澳巴   | 10X  | 青洲坊             | ↺ | 亞馬喇前地            |               |
| 新福利 | 17S  | 新口岸／科英布拉街 | ↔ | 關閘 關閘東側上落客區 | 17路線特班車  |
| 新福利 | 25BS | 橫琴澳方口岸       | ↺ | 望德聖母灣            | 25B路線特班車 |
| 澳巴   | 71S  | 澳門大學           | ↔ | 凱泉灣                | 71路線特班車  |
| 新福利 | 72   | 澳門大學           | ↺ | 湖畔大廈              |               |

#### “穩定期”期間暫停營運
- 2022年8月2日起，為配合抗疫“穩定期”，考慮到大部份路線已恢復，且正值暑假期間客流減少，71S路線維持停駛。[25][26][27][34]

| 澳巴 | 71S | 澳門大學 | ↔ | 凱泉灣 | 71路線特班車 |

### 新增尖峰時段特班車
- 2022年7月23日起進入“防控鞏固期”，各個主要地盤陸續復工，交通事務局在繁忙時段臨時開辦5條特班車路線，往返澳門半島及離島各個主要地盤，以作輔助疏導及減少人流聚集。[21][22][23][24]
- 2022年8月2日起，為配合“防控穩定期”，上述5條特班車路線繼續營運。[25][26][27]
- 2022年8月8日起，因應公共巴士路線已恢復基本運作，上述5條特班車路線停止運作。[35][36]

| 澳巴   | 21AS | 媽閣       | ↺ | 九澳堤壩馬路         | 21A路線特班車 |
| 澳巴   | 27S  | 青洲坊     | ↺ | 新城A區              | 27路線特班車  |
| 新福利 | 51AS | 海擎天     | ↺ | 離島醫院大馬路       | 51A路線特班車 |
| 澳巴   | 59S  | 牧場街     | ↺ | 仁德大馬路／護理學院 | 59路線特班車  |
| 新福利 | MT4S | 筷子基北灣 | ↺ | 離島醫院大馬路       | MT4路線特班車 |

### 珠澳口岸寬關之青茂口岸通關特別安排

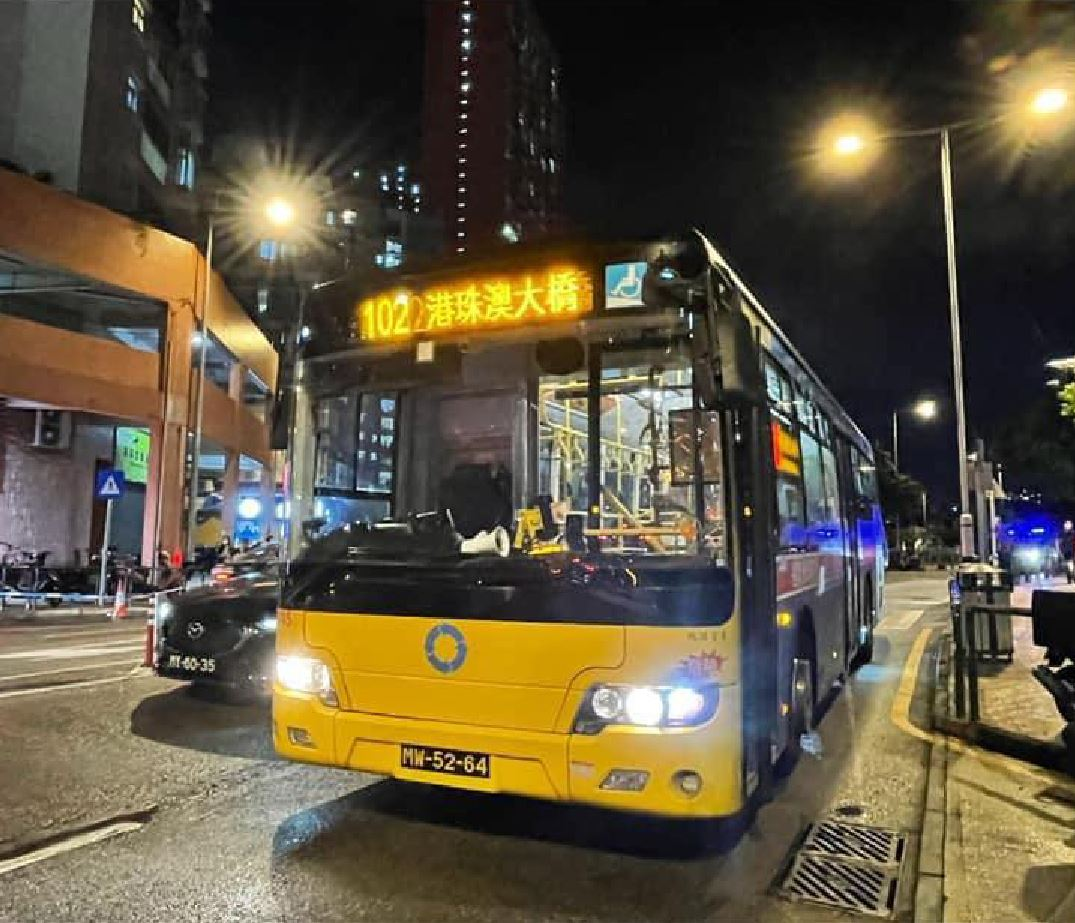
新福利102路線在青茂口岸旁候命情況

- 2022年8月3日，珠澳聯防聯控機制經協商後，由當天傍晚6時起調整澳門經珠澳口岸入境珠海的通關安排，只需持有效24小時內核酸檢測陰性證明且無需接受集中隔離。同時，因拱北口岸舊廳封閉進行消防改造，新廳正在安裝設備，須延遲至8月5日上午6時投入使用，關閘邊檢大樓同步暫停通關。[37][38]

- 為分流相關乘客，交通事務局由8月3日傍晚6時起增設101和102特別班次，以加快疏導乘客前往其他口岸通關。同時，即日起取消巴士車廂滿載率限制在六成內的措施，但持健康碼紅、黃碼人士仍不允許搭乘公共巴士，而乘客搭乘公共巴士必須佩戴口罩（三歲以下人士除外）。同時，交通事務局已制定青茂口岸人流管制交通應急預案，巴士方面，倘青茂口岸出現擁擠情況，於青洲坊總站停靠的所有路線將提前一站落客，不接載乘客入總站，回程往青茂口岸的路線，亦將視乎情況不停靠青茂口岸相鄰站點，並要求乘客提前一站落車，以及將適時增加前往其他口岸的巴士班次。另外，青茂口岸公共停車場也將配合實際情況實施臨時管控措施。[39][40][41][42][43][44][45]

- 8月4日晚間，因人潮太多，澳巴及新福利按交通事務局指示，緊急增設701X路線特別班次，由青茂口岸（鴨涌河變電站旁）直達橫琴澳方口岸。然而，分流期間新福利因設備問題未能顯示路線，部份巴士要以「專車」牌提供服務。

- 8月4日下午疫情記者會上，治安警察局表示，青茂口岸當時實施人潮管制措施，為分流通關人士，當局在青茂口岸設置免費穿梭巴士接載出境人士分流前往港珠澳大橋口岸，並呼籲有需要人士可以改使用港珠澳大橋口岸離境。[46][47]由於港珠澳大橋珠澳出入境大堂於晚上10時關閉，所有用作分流通關人士的免費穿梭巴士改為直接前往橫琴澳方口岸。

- 8月5日起，關閘邊檢大樓恢復通關，經評估乘客的搭乘需求，101、102路線停止營運，但會配合實際情況適時開出作疏導。[35][36]在當天下午疫情記者會上，治安警察局行動及通訊處處長馬超雄就8月4日青茂口岸人流眾多情況回應記者提問，指出警方已預視到近日的通關人數會較多，因此早前已就青茂口岸制定了人潮管制方案。在人潮管制措施期間，已通過多種途徑包括電視、電台和手機推送程式途徑呼籲通關人士改用其他口岸通關。同時安排了大量巴士於青茂口岸現場接載有需要的人士前往其他口岸，當中，68架次巴士接載了2,000多人次前往港珠澳大橋口岸，14架次巴士接載了600多人到橫琴口岸。[48][49]

#### 詳細資料
| 營運商                  | 營運商                  | 營運商                  | 營運商                  | 路線                    | 起迄點                    | 起迄點                  | 起迄點                  | 備註                                      |
| 8月3日18:00-8月5日00:00 | 8月3日18:00-8月5日00:00 | 8月3日18:00-8月5日00:00 | 8月3日18:00-8月5日00:00 | 8月3日18:00-8月5日00:00 | 8月3日18:00-8月5日00:00   | 8月3日18:00-8月5日00:00 | 8月3日18:00-8月5日00:00 | 8月3日18:00-8月5日00:00                   |
| ----------------------- | ----------------------- | ----------------------- | ----------------------- | ----------------------- | ------------------------- | ----------------------- | ----------------------- | ----------------------------------------- |
| 澳巴                    | 澳巴                    | 新福利                  | 新福利                  | 101                     | 關閘                      | ↺                       | 港珠澳大橋              | 101X路線特別班次                          |
| 澳巴                    | 澳巴                    | 新福利                  | 新福利                  | 102                     | 青茂口岸 市署苗圃內臨時站 | ↺                       | 港珠澳大橋              | 102X路線特別班次                          |
| 8月4日晚上-8月5日       |                         |                         |                         |                         |                           |                         |                         |                                           |
| 澳巴                    | 澳巴                    | 新福利                  | 新福利                  | 701X                    | 青茂口岸 近鴨涌河變電站   | →                       | 橫琴澳方口岸            | 因人流激增 按交通事務局指示緊急提供之服務 |
| 8月4日下午-8月5日       |                         |                         |                         |                         |                           |                         |                         |                                           |
| 澳巴                    | 新福利                  | 其他旅行社              | 其他旅行社              | 分流巴士                | 青茂口岸 近鴨涌河變電站   | →                       | 港珠澳大橋澳門口岸      | 按客流情況開出 免費乘坐                   |
| 澳巴                    | 新福利                  | 其他旅行社              | 其他旅行社              | 分流巴士                | 青茂口岸 近鴨涌河變電站   | →                       | 橫琴澳方口岸            | 按客流情況開出 免費乘坐                   |

### “防控鞏固期”及“防疫穩定期”期間客量及運作情況
- 7月23日凌晨0時起，澳門疫情進入“防控鞏固期”，各行業按防疫規定復工復市，巴士服務基本正常。其中新福利方面，除17S、25BS、72路線外，各條路線皆已恢復運作。並於上下班尖峰時段臨時提供51AS、MT4S路線，輔助疏導跨海交通客流。截至當天上午9時，新福利合共發出690巴士班次、接載11,341人次。期間，市民嚴格佩戴KN95口罩、主動配合出示健康碼，守序上落車，總體秩序良好。[51] 澳巴方面，除10X、71S路線維持停駛外，其它所有路線恢復正常運作，同時增設21AS、27S、59S路線，以作輔助疏導及減少人流聚集。當中21AS路線是首條行經九澳隧道直達九澳區內的路線，車程由以往超過一小時減至約30分鐘，大大方便相關區域人員出行，而27S路線的開設亦首次讓新城A區提供巴士服務覆蓋，便利人員乘搭巴士出入；另外，59S路線的開設增加了北區、路氹城東部及離島醫療綜合體週邊地區的接駁巴士功能。截至下午3時，澳巴共開出2,315個服務班次，接載約34,604人次，客流情況較本輪疫情前同期減少。[52][53]
- 7月25日，進入“鞏固期”後首個工作日，上午7時左右在“祐漢第二街”總站，排隊人數不多，乘客上車前需出示健康碼綠碼，巴士有限制上車人數，部分乘客需等待下一班巴士才可上車。亞馬喇前地轉乘站候車人流一般，往路環市區方向的25和50路線較多人排隊，有工作人員提醒乘客上車前出示綠色的澳門健康碼。在高士德部分巴士站有駐站人員協助乘客。有市民認為巴士班次與今輪疫情前差不多，但等巴士的人有所減少。[54][55]
- 新福利公佈截至7月25日上午9時，新福利共開出721個巴士班次，15,973人次拍卡。[56][57] 澳巴公佈進入鞏固期的第三日，截至當天上午9時，共開出905個服務班次，接載乘客16953人次，當中澳門首條服務新城A區的27S路線客量明顯增加，共開出19班次，比原定增加一倍。[58][59][60]
- 8月2日，澳門進入穩定期首日，市面人流有所增加，澳巴方面，密切監察營運情況，及時增加班次以應對客流需求。截至當天上午九時，澳巴共開出959個服務班次，接載乘客28078人次。澳巴在市民乘客的配合下，各路線運作情況大致暢順，乘客主動出示健康碼綠碼，規範佩戴口罩及有序搭乘巴士。[34] 新福利方面，進入防控「穩定期」首日，各巴士班次有序開出，各條路線運營暢順。截至當天上午9時，共開出851個巴士班次（上周二為763班）、接載25,130人次（7月26日為18,031人次）。同時，新福利密切留意運作情況調整班次，在高峰時段及各主要站點加派人手，疏導乘客、檢查上車乘客健康碼、控制巴士車廂六成滿載率、幫扶有需要人士上落車以及市民其他現場查詢等，保證巴士服務質素。[61]

## 非公共巴士
- 2022年7月11日至17日，為配合「相對靜止管理」措施，臨時提督街市專線巴士暫停營運。[62]
- 2022年7月18日至22日，因應「相對靜止管理」措施延長，臨時提督街市專線巴士繼續暫停營運。
- 2022年7月23日，臨時提督街市專線巴士恢復營運，為配合防疫，專線將不設企位，而當車廂滿座時不再上客，將載客率限制於六成以內。同時，每名乘客均須佩戴KN95口罩，上車時須主動出示當日有效的綠色健康碼。[63]

## 特別巴士專線
- 2022年7月9日，行政法務司司長張永春在防疫記者會上宣佈澳門實施「相對靜止管理」措施，公共巴士路線基本停駛，並設有專線巴士服務方便相關人士通勤。交通事務局局長林衍新指，初步計劃將現有的86條巴士路線減剩30條，其中10條為途經山頂和鏡湖等醫院的主要線路，另有14條路線將橫跨澳門半島東南西北、跨島或到九澳等需求，剩餘6條為夜間線路，每日班次將減剩3,000班以下，並維持6成載客量和飛站等措施，最遲將於7月10日公布具體計劃。[64] 林衍新又指出，新措施下巴士僅供抗疫醫護人員、公務人員、傳媒或維生行業（超市／保安／清潔）等人士乘搭，上車前需出示特別通行證。他以傳媒為例，可用相關監管機構提供證明以乘搭，上車時交予車長檢查。至於家傭方面，林衍新稱，早前政府已呼籲僱主為家傭提供住宿環境，相信家傭並沒條件乘搭專線巴士。[64][65]

- 2022年7月11日至7月17日，僅維持最基本公共交通服務，30條巴士路線改以特別巴士路線方式營運，包括24條日間路線和6條夜間路線。相關線路將沿用現時名稱，以便有需要人士搭乘，但服務路線不排除因應實際需要而稍作修改。[30][31]

- 2022年7月18日至7月22日，因應「相對靜止措施」宣佈再度延長，維持上述措施。[32][33]同時新增15S路線（15路線特班車），方便路環島內偏遠地區居民在區內維持基本維生出行需要，乘搭該線無須出示“特許工作證”，僅出示澳門健康碼綠碼即可上車。[66][67][68]

- 2022年7月23日起，因“相對靜止管理”終止和進入防疫“鞏固期”，除1條特別巴士路線結束營運外，其餘30條特別巴士路線恢復以普通巴士路線運作。[4][69][6]

### 特別巴士路線列表
| 澳巴   | 1    | 關閘             | ↔ | 媽閣           |                              |
| 澳巴   | 2A   | 東方明珠         | ↺ | 亞馬喇前地     |                              |
| 澳巴   | 3A   | 司打口           | ↺ | 關閘           |                              |
| 澳巴   | 6A   | 永寧廣場         | ↺ | 山頂醫院       |                              |
| 澳巴   | 6B   | 媽閣             | ↺ | 山頂醫院       |                              |
| 澳巴   | 7    | 東方明珠         | ↔ | 城市日前地     |                              |
| 澳巴   | 8    | 工業園街         | ↔ | 回力           |                              |
| 澳巴   | 10   | 關閘             | ↔ | 媽閣           |                              |
| 澳巴   | 11   | 媽閣             | ↺ | 氹仔官也街     |                              |
| 新福利 | 15S  | 蝴蝶谷大馬路     | ↺ | 九澳聖若瑟學校 | 15路線的特班車 7月18日起增設 |
| 澳巴   | 18   | 牧場街           | ↔ | 媽閣           |                              |
| 澳巴   | 19   | 永寧廣場         | ↺ | 新馬路         |                              |
| 澳巴   | 21A  | 媽閣             | ↔ | 九澳油庫       |                              |
| 新福利 | 25   | 關閘             | ↔ | 路環市區       |                              |
| 新福利 | 28C  | 回力             | ↺ | 騎士馬路       |                              |
| 新福利 | 33   | 筷子基           | ↺ | 柯維納馬路     |                              |
| 澳巴   | 56   | 蝴蝶谷大馬路     | ↺ | 高士德         |                              |
| 澳巴   | 59   | 關閘             | ↔ | 聯生工業邨     |                              |
| 澳巴   | 73   | 澳門大學         | ↺ | 黑沙環衛生中心 |                              |
| 新福利 | 102X | 港珠澳大橋       | ↔ | 橫琴澳方口岸   |                              |
| 新福利 | AP1  | 關閘             | ↺ | 澳門機場       |                              |
| 澳巴   | H1   | 山頂醫院         | ↺ | 水坑尾         |                              |
| 澳巴   | H2   | 俾若翰街／快富樓 | ↺ | 山頂醫院       |                              |
| 新福利 | H3   | 蝴蝶谷大馬路     | ↺ | 山頂醫院       |                              |
| 新福利 | MT4  | 關閘             | ↔ | 氹仔客運碼頭   |                              |
| 澳巴   | N1A  | 筷子基北灣       | ↺ | 亞馬喇前地     |                              |
| 澳巴   | N1B  | 筷子基北灣       | ↺ | 亞馬喇前地     |                              |
| 澳巴   | N2   | 筷子基北灣       | ↔ | 氹仔客運碼頭   |                              |
| 澳巴   | N3   | 亞馬喇前地       | ↺ | 黑沙海灘       |                              |
| 澳巴   | N5   | 亞馬喇前地       | ↺ | 蝴蝶谷大馬路   |                              |
| 澳巴   | N6   | 澳門大學         | ↺ | 科技大學       |                              |

### 搭乘條件
所有乘客須出示「特許工作證」及健康碼綠碼方能上車。 
- 從事維生必需活動相關行業之工作人員，有關「特許工作證」由各相關行業的主管部門按實際需要有限度發出
- 參與抗疫工作之公務人員，可出示所屬部門發出之員工證
- 家傭則可出示列明相關職務之有效藍卡作為乘車證明
- 須前往醫院接受醫護服務之人士，經向車長或車務人員說明理由，可獲酌情豁免出示有關證件，但仍須出示健康碼綠碼方可乘坐巴士。

#### “特許工作證”發出安排
7月10日，交通事務局局長林衍新於記者會上補充，在實施「相對靜止管理」期間，所有乘客搭乘巴士須出示「特許工作證」，不能用工作證件代替。 同日，市政署表示，因應特區政府防疫措施，為確保民生基本運作及食品供應需要，7月11日至17日期間，由市政署發牌及監管的飲食及飲料場所、食品外賣場所、批發市場商戶、零售蔬菜、水產、凍肉入口及零售商、街市及小販等，如僱員需於上述期間乘搭公共巴士上下班，准照持牌人或公司代表可於7月10日晚上8時起，到三個指定地點包括中華廣場、三盞燈綜合大樓及黑沙環政府綜合服務大樓領取特定配額的“特許工作證”，其中7月10日至11日當天為24小時派發，7月12日為日間辦公時間內派發。而是次發出之“特許工作證”僅作為乘搭公共巴士上下班之用，持有人須妥善保管，日後將另行通知交回市政署的時間和地點。
直至7月10日晚上11時30分，市政署在轄下多個服務中心已發出逾七千張特許工作證。有關派發工作會通宵進行，業界可派員由7月10日晚上8時至7月11日晚上8時，以及7月12日早上9時至下午5時45分到相關地點領取。
直至7月11日下午6時，警察總局表示，已發出63,117張特許工作證。
7月18日至23日，財政局宣佈例外批准會計師事務處、會計師事務處等會計事務的行業維持營運，上述公司、實體或場所倘需為工作人員申請「特許工作證」，可於7月17日上午9時至下午5時透過電話或電郵進行登記。

#### 載客量及拒載情況
7月11日防疫記者會上，交通事務局交通管理廳廳長曾祥軒表示，7月11日凌晨5時半至上午9時，巴士公司共開出430多班次，接載7,200多人次，約126宗被拒上車個案。 另外，直至下午3時，持“特許工作證”乘搭巴士約有9,300人次，巴士乘坐數量較上周同期下降90%。澳巴載客7,800人次，被拒上車乘客有120名；新福利載客1,515人次，被拒上車乘客有10名。交通事務局指出，7月11日也曾出現若干持“特許工作證”影印本要求上車的情況，巴士司機會拒絕上車的，交通事務局重申，乘客必須持“特許工作證”正本才能乘坐巴士。7月11日是實施新措施的首天，乘客上車的措施需時磨合，當局會不斷與巴士公司溝通，持續優化乘客上車和檢查證件的流程。
截至7月12日上午9時，兩巴合共開出501個班次，較上周同期下降63%，運載人次9,155人，較上周同期下降77%。期間，兩間巴士公司合計共有49宗因不符資格被拒上巴士的個案，較7月11日同期下降67%，當中主要涉及未能出示許可證，包括學生及只憑健康碼上車的人士。兩間巴士公司會持續加強內部溝通，對合符條件的乘客予以運載，兩巴亦已加派人手到仁伯爵綜合醫院及鏡湖醫院周邊站點，協助病患者上車。  新福利表示，自今日運營統計截至上午九時，新福利今日共開出183班次，運載4,418人次，平均每車乘客約24人，期間4人因未持有“特許工作證”或不屬可酌情豁免人員。 澳巴表示，凌晨零時至上午九時，澳巴23條特別巴士路線共開出318個服務班次，接載乘客4,218人次，暫無接獲有關乘車新措施的投訴個案；期間45人因不符合條件或不屬可獲豁免情況而被拒絕接載。
截至7月13日上午9時，澳巴23條特別巴士路線共開出299個服務班次，接載乘客4,913人次，暫無接獲有關乘車新措施的投訴個案。期間五人因不符合條件或不屬可獲豁免情況而被拒絕接載，較昨日同期下降89％，當中主要涉及未能出示許可證，包括只憑健康碼上車的人士；新福利共開出巴士班次162班，運載4,665人次，未有被拒上車個案。同時，在15個站派流動人員繼續協助中途大站以及支援重點站點工作，包括留意客流情況及時調整班次及疏導乘客、檢查上車乘客使用“特許工作證”、健康碼、控制車廂乘客量60%、協助有需要長者上車等。
截止7月14日上午9時，澳巴23條特別巴士路線共開出294個服務班次，接載乘客4644人次，當中接載往返山頂及鏡湖醫院乘客共119人次。另有8人被拒絕接載， 新福利合共開出167巴士班次（上週四為523班）、接載4,533人次（上週四為17,432人次），未有被拒上車個案，期間新福利熱線曾接獲1宗乘車查詢。
截止7月15日上午9時，澳巴23條特別巴士路線共開出297個服務班次，接載乘客5058人次，當中接載往返山頂及鏡湖醫院乘客共125人次，無人拒載。 新福利共開出178巴士班次（上週五為570班）、接載4,821人次（上週五為16,541人次），當中1人因未能出示特別工作證或不屬可酌情豁免之人員而被拒絕接載。
澳巴總結過去一周（週一至週五）特別巴士路線運營情況，澳巴日均安排投入營運巴士超過130部，開出約9700個服務班次，接載乘客約97500人次；當中8條往返山頂及鏡湖醫院的路線共開出約4200個服務班次，共接載乘客約33500人次。與此同時，澳巴每天安排約280名車長、站務人員及後勤人員值守崗位。
截止7月16日上午9時，澳巴共開出293個服務班次，接載乘客4,643人次，當中接載往返山頂及鏡湖醫院乘客共108人次。截至上午9時有兩名未能出示特許工作證或不屬可酌情豁免之人員而被拒絕接載。新福利合共開出215巴士班次（上週六為566班），接載4,447人次（上週六為14,836人次），未有人被拒絕接載。
截至7月17日上午9時，新福利合共開出221巴士班次（上周日為521班）、接載4,306人次（上周日為12,590人次），當中未有人被拒絕接載。

#### 需使用醫療服務人士就診交通安排
7月12日，衛生局宣佈就社會「相對靜止」狀態期間，對於恆常需到仁伯爵綜合醫院使用醫療服務的居民，若需要乘坐公共交通工具時，可向司機出示預約提示短訊、預約憑條（如預約抽血憑條、預約門診憑條或預約領藥憑條等）或電子憑條（一戶通-我的健康-預約情況）。另對於有需要乘坐巴士但沒有預約憑條的急診求診人士，可致電8390-3600聯絡仁伯爵綜合醫院工作人員進行登記，醫院將向其發出急診求診短訊憑證（2小時內有效），乘坐巴士時可向司機出示有關短訊憑證。而至於離開醫院欲返家的市民，則可向司機出示預約憑條、短訊或就診證明等，居民不會因有關防疫措施而延誤治療。另考慮到病人身體情況，每名前往醫院的求診者可由一名家屬陪同上車。
7月18日至22日，因應繼續實行“相對靜止”的防疫措施，衛生局宣佈對於恆常需到仁伯爵綜合醫院、鏡湖醫院、科大醫院使用醫療服務的居民，例如癌症患者等，若需要乘坐公共交通工具時，可向司機出示預約提示短訊、預約憑條（如預約抽血憑條、預約門診憑條或預約領藥憑條等）或電子憑條（一戶通-我的健康-預約情況）。另外，對於有需要乘坐巴士但沒有預約憑條的急診求診人士，可致電欲前往的醫院：仁伯爵綜合醫院（電話：8390-3600）、鏡湖醫院（澳門：8295-0123 /氹仔：8295-4017）。相關醫院將向其就診者發出急診求診短訊憑證（2小時內有效），乘坐巴士時可向司機出示有關短訊憑證。而至於離開醫院欲返家的市民，則可向司機出示預約憑條、短訊或就診證明等，居民不會因有關防疫措施而延誤治療。另考慮到病人身體情況，每名前往醫院的求診者可由一名家屬陪同上車。衛生局強調，居民毋須擔心不能乘搭公共交通工具，而無法前往醫院就診。

### 專線巴士行程調整或站點停用
- 2022年7月11日首班車至7月22日尾班車，因應沙欄仔街工程停工和仍處於封閉狀態，期間18和19路線將臨時調整停靠站點。[93][32][33]
- 2022年7月18日上午9時30分至7月22日尾班車，因應祐漢吉祥樓實施封控措施，“祐漢第一街”站暫停使用。[18]

| 專線巴士行程調整               | 專線巴士行程調整 | 專線巴士行程調整 | 專線巴士行程調整                                               | 專線巴士行程調整 |
| 實施時間                       | 營運商           | 路線             | 停用站點                                                       | 臨時停靠站點 |
| ------------------------------ | ---------------- | ---------------- | -------------------------------------------------------------- | --- |
| 7月11日首班車 至 7月22日尾班車 | 澳巴             | 18 牧場街        | “營地大街” “草堆街” “十月初五街” “白鴿巢前地” “連勝／鏡湖醫院” | “新馬路／大豐” “南灣大馬路／時代” “水坑尾／高可寧大宅” “高美士中葡中學” “社會工作局” “鏡湖醫院”                                                  |
| 7月11日首班車 至 7月22日尾班車 | 澳巴             | 19 永寧廣場      | “十六浦” “沙欄仔” “白鴿巢前地” “連勝／鏡湖醫院”                | “粵通碼頭” “內港客運碼頭” “新馬路／大豐” “南灣大馬路／時代” “水坑尾／高可寧大宅” “高美士中葡中學” “社會工作局” “鏡湖醫院” 連勝馬路同發大廈臨時站 |
| 7月18日 09:30-                 | 澳巴             | 10 媽閣          | “祐漢第一街”                                                   | “永定街” |

## 的士
2022年6月22日，新型冠狀病毒感染應變協調中心發出新聞稿，對部份黃碼人士有搭乘的士出行需要發出指引。黃碼人士如出現如出現呼吸道或腹瀉等症狀，應避免乘坐任何公共交通工具，包括的士；乘坐的士時需要主動向司機申報屬黃碼人士；如車廂內已張貼澳門健康碼場所二維碼，應掃碼記錄行程；如未有場所二維碼， 則應自行記錄行程資料，例如時間、目的地、車牌等；乘車期間須全程佩戴口罩，不要在車內飲食；同時避免眼、鼻及口後再觸摸車廂內物品及保持雙手清潔，例如使用酒精搓手液搓手。同時又對的士駕駛員則應遵循中心提出的七項建議，包括全部佩戴口罩、張貼澳門健康碼場所二維碼、駕駛期間應開啓車窗，保持空氣流通等。 交通事務局於6月23日表示，的士司機若不接載黃碼人士，不屬拒載。
2022年7月9日，因應實施“相對靜止管理”措施，考慮到專線巴士服務未必能完全滿足需求，故此，的士服務可以補足缺口；交通事務局一直對的士行業有嚴格的防疫要求，的士防疫工作至今都做得比較好，所以在平衡防疫要求和社會基本運作需求的情況下，允許的士於7月11日至18日期間繼續運作。
2022年7月11日，交通事務局宣佈，為避免疫情於交通工具上傳播，保障的士駕駛員及乘客，交通事務局進一步加強的士防疫措施，所有的士駕駛員須佩戴KN95或以上標準的口罩及面罩。同時，配合特區政府防疫措施，自7月11日零時至23日零時，的士司機必須每日接受一次核酸檢測。此外，的士前排座位不可載客，車廂需持續保持通風。每次接載乘客後，需對車廂進行適當全面消毒；具條件之的士車廂，需在司機座位與後排座位之間加裝遮擋裝置。 在當天防疫記者會上，有記者問及的士司機可否不佩戴防疫面罩，交通事務局交通管理廳廳長曾祥軒表示，的士司機工作時是否須戴面罩，司機可因應駕駛情況判斷，若認為可能會造成駕駛障礙，可以安全為考慮，不使用面罩，但一定要做好其他安全措施，包括佩戴好口罩和不讓乘客坐前排座位，以及保持車廂內空氣流通。

## 輕軌
- 2022年7月11日至7月17日，澳門輕軌氹仔線全線停駛。[30]
- 2022年7月18日至22日，因應“相對靜止管理”措施延長，輕軌維持停駛。[32]
- 2022年7月23日，澳門輕軌氹仔線恢復營運。營運時間為每天06:30-23:15，班距13分鐘，約150個班次。[21]

## 公共停車場

### 臨時封閉
2022年6月21日，為配合財神酒店防疫工作，栢濤停車場一度臨時封閉，現場人員和車輛禁止進出。同日下午3時20分，交通事務局宣佈配合疫情防控工作而臨時封閉的栢濤停車場已重新開放。受相關措施影響之車輛可獲豁免6月21日凌晨2時至下午2時之停車收費，車主取車時，需前往停車場收費處進行登記方可完成扣減費用。

### 公共停車場可連續停泊超過8日
2022年7月10日，交通事務局宣佈，即時起至7月31日，臨時准許車輛（包括重型車輛、輕型汽車及電單車）於公共停車場停泊超過連續8日，以回應市民停泊需求。車主毋須額外申請即可繼續停泊，停泊超過《公共泊車服務規章》規定連續八日上限之車輛，不會被鎖車及作出處罰，但離場時需結清停泊費用。

### 公共停車場臨時豁免停泊措施結束
2022年7月28日，交通事務局表示，為減少疫情期間的人員流動，公共停車場早前採取了臨時允許車輛停泊超過連續八日，以及順延7月份月票繳費期限一個月的臨時措施，相關措施即將期滿結束。當局提醒，由8月1日零時起，公共停車場恢復按照《公共泊車服務規章》規定，泊車的期間上限為連續八日，持有月票或事先與營運實體以書面另訂協議者除外。上述臨時措施期間停泊超過八日之車輛，不會被處罰，但離場時需繳清停泊費用。而公共停車場月票使用者如擬於下個月續以月票方式使用停車場，最遲需於8月3日或之前在收費處繳付該月份費用；倘受疫情影響未繳7月份續期費用者，亦需於上述期限前補交。

## 道路工程
- 2022年7月11日至7月17日，所有道路工程全面暫停。[30]
- 2022年7月18日至7月22日，因應「相對靜止措施」宣佈再度延長，維持上述措施。[32]
- 2022年7月23日，因應「相對靜止管理」措施結束，所有在靜止期前進行的道路工程恢復施工。[21]

## 澳門本地跨境交通安排

### 海上客運
- 粵通船務澳門內港至珠海灣仔海上客運服務於6月19日中午12時起暫停。[102] 8月5日，澳門與珠海放寬通關安排，內港至灣仔海上客運航線復運。復航初期，客船班期為每半小時一班，並會按實際情況加開航班。[103]
- 外港客運碼頭及氹仔客運碼頭至深圳市蛇口邮轮中心海上客運服務6月19日起已全面暫停。[104]直至8月8日起恢復營運。[105][106]

### 跨境陸路客運
- 岐關車路“橫琴-澳門跨境通勤專線”暫停營運。

## 備註
1. ↑  部分班次被安排於青茂口岸近鴨涌河變電站重型客車上落客區開出[50]
2. ↑  新福利由於設備問題，因此頭牌顯示為「專車」
3. ↑  由治安警察局聯同交通事務局協調兩巴和其他旅行社派出車輛
4. ↑  分流期間新福利因設備問題未能顯示路線，部份巴士以「專車」牌提供服務
5. ↑  15S路線除外